# Nicotiana arentsii
Nicotiana arentsii là loài thực vật có hoa trong họ Cà. Loài này được Goodsp. mô tả khoa học đầu tiên năm 1944.